# Lola Dopico
María Dolores Dopico Aneiros (Ferrol, 1970), conocida como Lola Dopico, es una artista, docente e investigadora española.

## Trayectoria
Lola Dopico nació y se crio en la localidad gallega de Ferrol. Descubrió las Bellas Artes cuando cursaba Bachillerato y al finalizarlo se trasladó a Salamanca para estudiar la carrera. Tras obtener la  licenciatura en Bellas Artes en la Universidad de Salamanca, con especialidad en diseño, inició su actividad laboral en 1994.
Entre otras actividades, realizó unas prácticas en Televisión Salamanca, en temas de producción, asistente en montaje de escenas y participó en un proyecto cultural con el artista y profesor Pedro Garhel que fue clave en su carrera, según sus propias declaraciones. El proyecto se llamaba Abierto 94 y consistía en una programación cultural alrededor de la performance con la participación de relevantes artistas a nivel nacional. Organizaron una mesa de debate con los artistas Pedro Garhel, Darío Corbeira, Isidoro Valcárcel y Marisa González. Dopico coordinó toda la actividad y supuso un aprendizaje fundamental para saber poner en marcha un proyecto en su totalidad como había hecho en Abierto 94.
Se trasladó a Pontevedra para realizar el doctorado y siendo estudiante obtuvo una plaza de profesora asociada en el área audiovisual, en la Universidad de Vigo, en el año 1994, impartiendo clases en las áreas de arte, diseño y tecnología; posteriormente, se doctoró en esta universidad, en 2004. En su tesis doctoral, Práctica artística en la era de internet. Net art en sus formas colectivas, investigó sobre las prácticas artísticas surgidas y desarrolladas desde la aparición de la tecnología de Internet, la identificación de sus formas propias y el potencial revulsivo del Net.art.
Su carrera profesional está vinculada a las nuevas tecnologías y el diseño y según ella comenta, «la tecnología no va a sustituir a la creatividad, porque la tecnología es fruto de la creatividad».
En 2005 impulsó la creación del grupo de investigación de cultura digital DX7 desarrollando líneas de trabajo donde convergen investigaciones sobre arte y diseño. El nexo común lo componen las creaciones realizadas en Galicia durante los años 80, centrándose en las disciplinas menos estudiadas, como la videocreación, la ilustración o la moda. En 2008 participó en el International Conference of Design History and Design Studies en Osaka.
Dirige la escuela de moda Esdemga (Estudios Superiores de Diseño Textil e Moda de Galicia) integrada en la Facultad de Bellas Artes de la Universidad de Vigo. Dopico reivindicó desde el inicio de su trayectoria la formación específica en diseño, tanto por ser una demanda de la sociedad como por ser un agente fundamental en el desarrollo económico de Galicia, donde el sector moda es una industria prioritaria.Desde la primera promoción de Esdemga, cada año tiene lugar la celebración de un desfile denominado "Debut", en el que el alumnado recién titulado presentan las colecciones que desarrollaron como proyectos finales de su etapa formativa.
Participa con Esdemga en encuentros internacionales como la Graduate Fashion Week de Londres, donde fue la única representación española en 2018,en el Aristocrazy Design Bootcamp, donde se reunieron algunas de las consideradas escuelas de diseño más importantes del mundo.
En 2020, Esdemga recibió el Premio Cidade de Pontevedra reconociéndose con el galardón el carácter pionero, especializado, innovador y en constante desarrollo a lo largo de su trayectoria. Además, destacaron a Lola Dopico en su papel de directora, por ser la cara más visible de la Escuela y su labor en el «necesario camino de la paridad de género en las instituciones y en la representación pública».
Lola Dopico también es comisaria de exposiciones, entre otrasː Inventario de Melania Freire (2015-2016), Relatos privados y Espacio público, colectiva (2013-2014), Hacer. Diseñar. Pensar. Piezas, experimentos y caminos del diseño (2013-2014).
Forma parte del Consejo asesor del Museo de Pontevedra.
Comprometida con la igualdad de género, participa en actividades y proyectos como la visibilización de mujeres científicas contemporáneas de la Universidad de Vigo
Desde 2024 es miembro de la Fundación Academia de la Moda Española.

## Política
Fue concejala de Igualdad en el Ayuntamiento de Pontevedra del BNG, siendo alcalde Miguel Anxo Fernández Lores, cargo que ocupó entre 2007 y 2012, año en el que dejó la política para centrarse en su labor docente.